# Drassodes uritai
Espèce
Drassodes uritai est une espèce d'araignées aranéomorphes de la famille des Gnaphosidae.

## Distribution
Cette espèce est endémique de Mongolie-Intérieure en Chine,. Elle se rencontre dans les monts Helan.

## Description
Les mâles mesurent de 7,43 à 10,57 mm et les femelles de 7,71 à 12,14 mm.

## Publication originale
- Tang, Oldemtu, Zhao & Song, 1999 : A new species of the genus Drassodes from Helanshan, Inner Mongolia, China (Araneae: Gnaphosidae). Acta Zootaxonomica Sinica, vol. 24, no 1, p. 27-29.